# Lliga catalana de bàsquet masculina 1982-1983
Fou la 3a edició de la Lliga catalana de bàsquet. Com a novetat, hi hagué un canvi en el sistema de competició, dividint-se en dos grups i també per primera vegada aparegué un equip de una categoria inferior, l'Espanyol, ja que només quedaren 5 equips catalans a la primera divisió. El títol tornar a ser pel FC Barcelona, al guanyar fàcilment al jove equip del Joventut en un Palau Municipal d'Esports novament ple. També per primera vegada, i com a novetat en aquella època, es va premiar el millor jugador de la competició, que fou per en Matraco Margall, que també fou màxim anotador absolut de la competició amb 105 punts (21 de mitjana).

## Fase de grups

### Grup A
| Pos | Equip      | J | G | E | P | P.F. | P.C. | +/- | Pts | Classificació            |
| --- | ---------- | - | - | - | - | ---- | ---- | --- | --- | ------------------------ |
| 1   | Barcelona  | 4 | 4 | 0 | 0 | 407  | 350  | +57 | 8   | Classificat per la final |
| 2   | Granollers | 4 | 2 | 0 | 2 | 361  | 329  | +32 | 4   |                          |
| 3   | Manresa    | 4 | 0 | 0 | 4 | 327  | 416  | -89 | 0   |                          |

| Local \ Visitant | BAR    | GRA   | MAN    |
| FC Barcelona     |        | 94-84 | 125-84 |
| CB Granollers    | 86-88  |       | 101-76 |
| Manresa EB       | 96-100 | 71-90 |        |

### Grup B
| Pos | Equip    | J | G | E | P | P.F. | P.C. | +/-  | Pts | Classificació            |
| --- | -------- | - | - | - | - | ---- | ---- | ---- | --- | ------------------------ |
| 1   | Joventut | 4 | 3 | 1 | 0 | 418  | 331  | +87  | 7   | Classificat per la final |
| 2   | Círcol   | 4 | 2 | 1 | 1 | 363  | 339  | +24  | 5   |                          |
| 3   | Español  | 4 | 0 | 0 | 4 | 308  | 419  | -111 | 0   |                          |

| Local \ Visitant           | JOV    | CIR   | ESP    |
| Club Joventut de Badalona  |        | 82-82 | 114-68 |
| Círcol Catòlic de Badalona | 92-106 |       | 91-79  |
| RCD Español                | 89-116 | 72-98 |        |

## Final
| 12 octubre 1982 11:45 | FC Barcelona                       | '122'–86 | Club Joventut de Badalona | Palau Municipal d'Esports, Barcelona Assistència: 8.000 espectadors Àrbitres: Pardo, Mas |
| 12 octubre 1982 11:45 | Resultat per meitats: 65–42, 57–44 |          |                           | Palau Municipal d'Esports, Barcelona Assistència: 8.000 espectadors Àrbitres: Pardo, Mas |
| 12 octubre 1982 11:45 | Pts: Sibilio 32                    |          | Pts: Margall 28           | Palau Municipal d'Esports, Barcelona Assistència: 8.000 espectadors Àrbitres: Pardo, Mas |

| Barcelona |  | Joventut |

| B            | 7         | Ignacio Solozábal       | 8  |
| A            | 15        | Epi                     | 23 |
| A            | 6         | Cándido Sibilio         | 32 |
| P            | 11        | Juan Domingo de la Cruz | 13 |
| P            | 10        | Marcelous Starks        | 18 |
| Suplents:    | Suplents: | Suplents:               | P  |
| P            | 4         | Luis Miguel Santillana  | 7  |
| B            | 5         | Joaquim Costa           | 6  |
| E            | 8         | Manuel Flores           | 6  |
| A            | 9         | Pedro Ansa              | 8  |
| AP           | 12        | Rafael Vecina           | 1  |
| Entrenador:  |           |                         |    |
| Antoni Serra |           |                         |    |

| Campió de la Lliga Catalana 1982 |
| -------------------------------- |
| FC Barcelona Tercer títol        |

| B             | 15        | Gonzalo Sagi-Vela           | 7  |
| A             | 5         | Juan Carlos López Rodríguez | 13 |
| A             | 8         | Jordi Villacampa            | 27 |
| A             | 7         | Josep Maria Margall         | 28 |
| P             | 9         | Jack Schrader               | 0  |
| Suplents:     | Suplents: | Suplents:                   | P  |
| B             | 5         | Javier Rodríguez            | 0  |
| P             | 9         | Javier Ibañez               | 0  |
| B             | 10        | José Antonio Montero        | 4  |
| A             | 11        | Eric Bartolomé              | 2  |
| P             | 12        | Antonio Soler               | 3  |
| A             | 13        | Ramón Oliver                | 0  |
| A             | 14        | Xavier Tres                 | 2  |
| Entrenador:   |           |                             |    |
| Jack Schrader |           |                             |    |